# Finlandia ai XVI Giochi olimpici invernali
La Finlandia partecipò ai XVI Giochi olimpici invernali, svoltisi ad Albertville, Francia, dall'8 al 23 febbraio 1992, con una delegazione di 62 atleti impegnati in otto discipline.